# Victor Nieuwborg
Victor Nieuwborg (Kester, 13 juni 1905 - Anderlecht, 5 september 1989) was een Belgisch senator.

## Levensloop
Nieuwborg stamde uit een landbouwersgezin. Hij trouwde in 1926 en had één zoon.
Hij behaalde het onderwijzersdiploma in 1924 en was van 1925 tot 1964 onderwijzer aan de Sint-Jozefsschool in Anderlecht, van 1959 tot 1964 als directeur.
Hij was actief in landbouwmilieus, als:
- voorzitter van de Boerengilde in Anderlecht,
- commissaris van de Raiffeisenkas in Anderlecht,
- voorzitter van de Brusselse Tuinbouwveiling,
- lid van de raad van beheer van het Verbond van Coöperatieve Tuinbouwveilingen.

Ook in de CVP was hij actief als:
- voorzitter van de CVP-afdeling in Anderlecht,
- lid van het arrondissementeel bestuur van de CVP Brussel.

In oktober 1964 volgde hij de overleden Maurits Van Hemelrijck op als CVP-senator voor het arrondissement Brussel en vervulde dit mandaat tot aan de wetgevende verkiezingen van maart 1968.